# Абравезиш
Абраве́зиш (порт. Abraveses) — район (фрегезия) в Португалии, входит в округ Визеу. Является составной частью муниципалитета Визеу. По старому административному делению входил в провинцию Бейра-Алта. Входит в экономико-статистический субрегион Дан-Лафойнш, который входит в Центральный регион. Население составляет 8036 человек на 2001 год. Занимает площадь 11,95 км².
Абравезиш находится в 3 км к северу от центра города Визеу, тесно связан с историческим поселением и расположен вдоль обширного сообщения между Визеу-Кастро-Дайре и Визеу-Сан-Педру-ду-Сул.

## История
Исторически Абравезиш находился на перекрёстке дорог, соединяющих Визеу и Порту, через Рибейру, Лаву и Абравезиш до Моселуш, Траванку, Бодиоса, Гумией и Сан-Педру-ду-Сул. Римская дорога разделялась около Педру-ду-Сул, на реки Минью и Брага. Но раннее поселение также находилось недалеко от доисторических кастро Санта-Лузия и Сеньора-ду-Кастро. Монте-де-Санта-Лузия, где находился ранний Кастро, до 19-го века назывался Монте-де-Сан-Генс, в честь святого, которому была посвящена часовня.
Именно вдоль горы в Визеу, примерно в 10-8 веках до нашей эры, возникли первые поселения. Это было обнесённое стеной поселение, которое в конечном итоге было заброшено, вероятно, примерно в I веке, когда римские войска решили реорганизовать политико-административную и религиозную деятельность региона, сосредоточившись на Визеу. Одной из характерных черт доисторических народов было искусственное производство железа для многих орудий, обнаруженных при раскопках поселения.
В период высокого средневековья Абравезиш был деревней и местом, входящим в состав прихода Санта-Мария-да-Се. Благодаря этому он был церковно связан с центральным приходом Визеу до 13 века. В регионе сохранялась «особая» сельскохозяйственная экономика, но также производились кустарные продукты для рынков Визеу. Традиционно этот район был также известен многочисленными таманкейро, которые производили сабо или пробойники, которые использовали жестянщики, кузнецы и ткачи корзин, которые заполняли ярмарки своей продукцией и предметами. В середине 20 века начался процесс интенсивного развития, основанного на доступности региона.

## XX век
Абравезиш связан с Визеу протяжённой дорогой протяжённостью 3 км (1,9 мили), которая после Первой мировой войны стала известна как Авенида да Белжика. До этого он был просто известен как Estrada Nova de Abraveses, где это был большой проспект Визеу, со многими жилыми домами, связанными с водой, светом и телефоном, многие улучшения были недоступны в остальных приходах.
В 1991 году население Абравесеса превышало 6000 жителей, это процветающий округ, где располагались многие предприятия, особенно мебельные и кондитерские.

## География
В Абравесесе проживает 8539 человек, что является результатом демографического роста на 50 % к концу 20-го века, который включал заметный рост на городской территории.
Жилой рост включал рост площади под владения на 71 % и увеличение количества построенных новых домов на 50 %. Это изменение было результатом переполнения Визеу, который рассматривает Абравезеса как «спальное сообщество» гораздо более крупного государства. В состав прихода входят поселения Абравесес, Агиейра, Эскулька, Мур-де-Карвальял, Паскоаль, Повуа-де-Абравесес, Сантьяго и Санту-Эстеван.